# Living Desert Zoo and Gardens
Living Desert Zoo and Gardens (voormalig: Living Desert Museum) is een non-profit dierentuin in Palm Desert, Riverside County, Californië, Verenigde Staten. Het is het thuis van meer dan 500 dieren van meer dan 150 soorten en de dierentuin heeft meer dan 500.000 bezoekers per jaar. Het park ligt in de Sonorawoestijn van de Coachella Valley en de Santa Rosa Mountains vlakbij Palm Springs. Het park ligt op een terrein van 730 hectare, waarvan 30 hectare is ingericht als dierentuin en tuinen.
De dierentuin is sinds 1983 lid van de Association of Zoos and Aquariums en is daarnaast ook lid van de World Association of Zoos and Aquariums. Het neemt deel aan meerdere reïntroductieprogramma's, waaronder die van de dikhoornschapen in de omgeving en van de Arabische oryx in Oman.

## Geschiedenis
De tuinen van de Low Desert-Colorado Desert werden in 1970 opgericht als een wildernisreservaat van 150 hectare door enkele beheerders van het Palm Springs Desert Museum. In 1974 huisvestten de tuinen een grootoorkitvos, schildpadden, hagedissen en twee dikhoornschapen. In 1974-75 werd de Mojave Garden gebouwd, een replica van de High Desert-Mojave Desert. Geleidelijk aan werden er meer faciliteiten gebouwd, waaronder kassen, modeltreinen en landschapstuinen. Nieuwe dieren die werden toegevoegd aan het park waren onder andere duingazelles (1981); poema's, rode lynxen en dassen (1993); stokstaartjes, jachtluipaarden en knobbelzwijnen (1995); gestreepte hyena's (1998) en giraffen en struisvogels (2002). Het gebied "Amphibians on the Edge" werd geopend in 2007 en toont verschillende soorten kikkers, padden en salamanders. De "Endangered Species Carousel" werd geopend in de herfst van 2009 en het verblijf voor de gaffelbokken in de herfst van 2010. "Monarch of the Desert", een onderdeel van de "North American Trail", werd gebouwd voor de jaguars. In 2020 werd een gebied met verblijven voor bennettwallaby's, geelvoetrotskangoeroes en kookaburra geopend: "Australian Adventures". Dt werd in het najaar van 2021 opgevolgd door de opening van de "Rhino Savanna". Living Desert Zoo and Gardens is een van de zes AZA-geaccrediteerde particuliere dierentuinen in de Verenigde Staten en werkt zonder winstoogmerk.

## Doelen en missie
De Living Desert Zoo and Gardens heeft als missie het behoud van woestijnen door middel van behoud, educatie en waardering. Het is een combinatie van dierentuin en botanische tuin die uitsluitend gewijd is aan de woestijnen van de wereld. De programma's bieden milieu-educatie, rehabilitatie van inheemse wilde dieren, vermeerdering van planten, herstel van habitats en het fokken van Afrikaanse, Australische en Noord-Amerikaanse soorten, waaronder het iconische woestijndikhoornschaap.

## Dierenverblijven
De dierentuin is verdeeld in drie regio's, die elk dieren huisvesten van drie continenten:

### African Safari
Onder andere de volgende soorten:
- Addax
- Addragazelle
- Afrikaanse wilde hond
- Amoerluipaard
- Arabische oryx
- Dromedaris
- Duingazelle
- Dwergmangoest
- Edmigazelle
- Fennek
- Gestreepte hyena
- Giraffen
- Grévyzebra
- Grijze kroonkraanvogel
- Grootoorvos
- Grote koedoe
- Helmparelhoen
- Jachtluipaard
- Kaapse gier
- Kleine pelikaan
- Klipspringer
- Knobbelzwijn
- Koritrap
- Naakte molrat
- Noordelijke hoornraaf
- Oostelijke zwarte neushoorn
- Panterschildpad
- Roze pelikaan
- Serval
- Springbok
- Struisvogel
- Waterbok
- Zebramangoeste
- Zuid-Afrikaans stekelvarken

### Wilds of North America
Onder andere de volgende soorten:
- Amerikaanse zeearend
- Caracal
- Chacopekari
- Coyote
- Eilandvos
- Gaffelbok
- Gewone chuckwalla
- Grootoorkitvos
- Jaguar
- Kitvos
- Mexicaanse wolf
- Noord-Amerikaanse katfret
- Poema
- Rode lynx
- Steenarend
- Witsnuitneusbeer
- Woestijndikhoornschaap
- Woestijnschildpad
- Zilverdas

### Australian Adventures
Australian Adventures is een doorloopbaar verblijf, waar bezoekers door een volière met parkieten, reptielen en wallaby's lopen. Andere dieren zijn onder andere:
- Baardagame
- Bennettwallaby
- Blauwtongskink
- Borstelstaartkangoeroerat
- Emoe
- Geelvoetkangoeroe
- Grasparkiet
- Kookaburra
- Kraaghagedis
- Mierenegel
- Morelia bredli
- Olijfpython
- Uilnachtzwaluw

## Tuinen en plantenverblijven
De Noord-Amerikaanse woestijntuinen omvatten reconstructies van verschillende ecosystemen van woestijnplantengemeenschappen:
- Mojavewoestijn
- Chihuahuawoestijn
- Sonorawoestijn
- Coloradowoestijn

Speciale, focustuinen voor:
- Agave Garden: Agave-soorten van het Westelijk Halfrond
- Aloe Garden: Aloë-soorten uit Afrika en het Midden-Oosten
- East African Garden: planten uit Oost-Afrika
- Euphorbia Garden: Euphorbia-soorten, zoals Euphorbia tirucalli, E. milii, E. ammak en E. ingens
- Aviary Oasis: planten uit de Coachella Valley, met inheemse vogels en Washingtonia filifera-bomen
- Barrel Cactus garden: cactussen van de geslachten Echinocactus en Ferocactus
- Hummingbird Garden: nectarrijke planten die kolibries aantrekken
- Johnston Cactus Garden: cactussen
- Madagascar Garden: droge planten van Madagaskar, waaronder Alluaudia procera
- Mallow Garden: verschillende soorten kaasjeskruid
- McDonald Butterfly and Wildflower Garden: planten die wilde vlinders aantrekken, zoals Asclepias- en Buddleja-soorten
- Mexican Columnar Cactus Garden: hoge, kolomcactussen, zoals Lophocereus marginatus
- Ocotillo Garden: negen Fouquieria-soorten
- Opuntia Garden: planten van de geslachten Opuntia en Cylindropuntia
- Palm Garden: vele palmbomen
- Primitive Garden: planten van het Jura, waaronder palmvarens, paardenstaarten en varens.
- Sage Garden: Saliesoorten die bijen aantrekken
- Sheep Food Garden: wilde planten die voedsel vormen van dikhoornschapen.
- Smoke Tree Garden: Psorothamnus spinosus
- Sonoran Arboretum: bomen van de Sonorawoestijn
- Wortz Demonstration Garden
- Yucca Garden: Yucca-bomen

## Andere attracties
De dierentuin en tuinen beschikken over een van 's werelds grootste LGB-modelspoorbanen, met 949 m spoor. 's Werelds langste houten G-schaal modelspoorbrug van 61,5 m laat treinen rijden tussen het bovenste en onderste deel van de plaats waarin het is gebouwd - een verval van bijna 0,61 m. De treinen begonnen in 1998 als onderdeel van het jaarlijkse WildLights vakantieprogramma en reden alleen 's avonds. In 2000 begonnen de treinen het hele jaar door en overdag te rijden en op dit moment zijn er 18 afzonderlijke treinlijnen die tegelijkertijd kunnen rijden. De treinen en het spoor worden beheerd door een vrijwilligersteam.
De Living Desert Zoo and Gardens beschikt over natuur- en wandelpaden die alleen toegankelijk zijn voor leden en bezoekers van het park. Wildlife Wonders Show wordt seizoensgebonden aangeboden en biedt vogels in vrije vlucht, dierdemonstraties en ontmoetingen.